# 川尻地域 (熊本市)
川尻（かわしり）は、熊本市南区の地名。旧飽託郡川尻町（1940年熊本市に合併）。緑川や加勢川沿いに位置し、古くから港町や宿場町として栄えた。ここでは川尻地区とほぼ一体化している南高江・八幡・元三・野田などの周辺地区も含めて記述する。

## 概要
鎌倉時代から緑川や加勢川河口の港町（外港）として栄え、中世には中国との海外貿易も行われていた。加藤清正によって再整備された江戸時代以降は熊本藩の物流拠点として、また「御船手」と呼ばれた藩の水軍基地として、さらに薩摩街道の宿場町として繁栄し、明治初期には西南戦争の舞台のひとつとなった。今でも当時の石造り船着場や藩の米蔵、古い町並みが残っており、2010年8月に船着場と蔵が国の史跡として認可された。また、室町時代末期からの歴史を誇る刃物製造（川尻刃物）や桶の製造、赤酒や焼酎の醸造といった伝統産業は現在も継承されており、市民に親しまれている。近年は町おこしの一環として和菓子の製造（開懐世利六菓匠）にも力を入れている。また、野田には鎌倉時代創建の大慈禅寺がある。
現在は熊本市南部の拠点のひとつとして商業地化、ベッドタウン化が進んでいる。

## 地理
熊本市の南部に位置する。国道3号は川尻地区の東側（南高江・八幡・元三・野田）をバイパスとして貫通しているため、旧道である県道50号線に沿ってかつての宿場町を彷彿させるような商店街がそのまま残された。川尻エリアの北側（南高江）～中心部にかけては日吉方面からの住宅地やロードサイドショップが連綿状態で繋がっているものの、その他の三方（御幸・富合・天明方面など）は熊本平野の一角を担う田園地帯であり、クリークなども目立つ低湿地となっている。地区の北側～中心域を天明新川が、南側を加勢川や緑川が東西に流れている。野田地区は加勢川と緑川に挟まれた中州のような地形であるが、この中州の西半分は旧富合町の区域（富合町杉島・御船手）であった。
熊本市中心部方面とは鹿児島本線や国道3号、川尻市道で結ばれており、電車やバスの便も良い。なお、かつては熊本市中心部から川尻まで市電が走っており、1965年の市電廃止後は市営バスが代替したが、現在は産交バスと熊本バスに路線委譲されている。

## 周辺
- 南区役所 南部出張所（南高江）
- 川尻郵便局（川尻）
- 河尻神宮（南高江）
- マックスバリュ川尻店
- ルネサス セミコンダクタ マニュファクチュアリング（川尻駅北西側：八幡）
- くまもと工芸会館（川尻）
- 瑞鷹（焼酎、赤酒の製造販売:川尻）

## 交通関係

### 鉄道
- 鹿児島本線
  - 川尻駅（※三角線の列車も停車）

#### 過去
下記の路線が1965年2月21日まで存在していた。
- 熊本市交通局（熊本市電）川尻線
  - （迎町電停方面） - 高江町電停 - 宮ノ前電停 - 川尻駅前電停 - 岡町電停 - 川尻町電停

### 路線バス
- 九州産交バス
  - 県庁 - 桜町BT  - （国道及び川尻市道経由）- 川尻町 - 緑川橋 - 松橋方面など
  - 桜町BT  - 川尻バイパス経由 - 南区役所・松橋方面
- 熊本バス
  - 桜町BT - 川尻市道 - 川尻町 - 南区役所 - 城南町

基本的に熊本市中心部から日吉・近見を経由して川尻方面へ向かうバスは系統番号が「川○○」となっている。

### 主な道路
- 国道3号（川尻バイパス）
- 熊本県道50号熊本嘉島線
- 熊本県道229号畠口川尻停車場線
- 熊本県道236号神水川尻線
- 熊本県道234号天明川尻線
- 熊本県道297号川尻宇土線
- 熊本市道川尻線（通称：川尻市道、旧国道3号）

## 教育施設
- 熊本市立川尻幼稚園（川尻）
- 熊本市立川尻小学校（川尻）
- 熊本市立城南小学校（南高江）
- 熊本市立城南中学校（八幡、旧・城南町には熊本市立「下益城城南中学校」がある）
- 熊本県立熊本農業高等学校（元三）

## 出身者
- 佐藤洋二 - 元双日社長、元日本貿易会副会長